# Anna Maria Mozzoni
Anna Maria Mozzoni (Milán, 5 de mayo de 1837 - Roma, 14 de junio de 1920) fue una periodista y política italiana está considera como una de las pioneras en la lucha feminista de su país. Consideraba que el nivel de democracia del pueblo italiano debía medirse en función de su capacidad para integrar a la mujer como ciudadana y como participante en el desarrollo moral y material de la nación. En 1892 se integró en el Partido de los Trabajadores Italianos que daría nacimiento al Partido Socialista del que Mozzoni fue una de sus fundadoras.

## Trayectoria
Temprano en su carrera, Mozzoni abrazó el socialismo utópico de Charles Fourier. Más tarde defendió a los pobres y luchó por la igualdad de las mujeres, argumentando que las mujeres necesitaban trabajar fuera del hogar para que pudieran desarrollar un carácter alejado del "monarcato patriarcale" (familia patriarcal). En 1864, redactó Mujer y sus relaciones sociales a propósito de la revisión del Código Civil italiano (La donna e i suoi rapporti sociali en occasione della revisione del codice italiano), una crítica feminista que habla sobre la ley familiar italiana. En 1877, presentó una petición ante el parlamento para solicitar el derecho al sufragio de la mujer. En 1878, representó a Italia en el Congreso Internacional sobre los derechos de las mujeres en París. En 1879,  publicó su traducción del inglés al italiano de La Sujeción de Mujeres de John Stuart Mill. En 1881, Mozzoni unida a otros republicanos, radicales, y socialistas solicitaron en una carta el sufragio universal, incluyendo el derecho al sufragio de la mujer. En 1881, también funda la Liga para la promoción de los intereses de mujeres (Lega promotrice degli interessi femminili) en Milán para promover variedad de causas relacionadas con los intereses de las mujeres.